# 冰沟城
冰沟城，位于中国青海省海东市乐都区芦花乡城后村，为青海省市县级文物保护单位，公布日期为1983年5月23日，类型为古遗址。
冰沟城的历史年代为明。